# Plateros de Fresnillo
Los Plateros de Fresnillo es un club que participa en la Liga Nacional de Baloncesto Profesional y en la Liga Nacional de Baloncesto Profesional Femenil con sede en Fresnillo, Zacatecas, México.

## Historia
Los Plateros de Fresnillo debutaron en la temporada 2019-2020.

## Gimnasio
Los Plateros de Fresnillo tiene como sede el Gimnasio "Solidaridad Municipal" con capacidad para 4,000 personas.

## Jugadores

### Roster
| Plateros de Fresnillo Temporada 2024 |    |                           |                                         |
| C U E R P O T É C N I C O            |    |                           |                                         |
| Entrenador                           |    | Bandera de Argentina      | Sebastián Ginóbili                      |
| Asistente                            |    | Bandera de Argentina      | Claudio Arrigoni                        |
| J U G A D O R E S                    |    |                           |                                         |
| Alero                                | 0  | Bandera de Estados Unidos | Jamir Coleman (Baja)                    |
| Ala-pívot                            | 1  | Bandera de Estados Unidos | Tyrone White                            |
| Base                                 | 2  | Bandera de Estados Unidos | Christian Harvey                        |
| Base                                 | 4  | Bandera de México         | Miguel Ángel Argomaníz Jiménez          |
| Pívot                                | 5  | Bandera de Nigeria        | Emmanuel Omogbo (Baja)                  |
| Escolta                              | 11 | Bandera de México         | Ricardo Mauricio Valdéz Bustamante      |
| Pívot                                | 12 | Bandera de Puerto Rico    | Devon Collier                           |
| Pívot                                | 13 | Bandera de Estados Unidos | Deion McClenton                         |
| Base                                 | 15 | Bandera de México         | Sergio Esteban Higuera Fonseca          |
| Base                                 | 22 | Bandera de Argentina      | Facundo Vázquez                         |
| Ala-pívot                            | 23 | Bandera de México         | José Miguel Martínez Crespo             |
| Escolta                              | 24 | Bandera de Estados Unidos | Michael Joseph Bryson                   |
| Base                                 | 32 | Bandera de Estados Unidos | Jerime Anthony Anderson                 |
| Escolta                              | 35 | Bandera de Puerto Rico    | Ángel Luis Matías De León               |
| Ala-Pívot                            | 44 | Bandera de Estados Unidos | Quintin Immanuel Kwame Alexander (Baja) |
| = Capitán                            |    |                           |                                         |
| = Lesionado                          |    |                           |                                         |

 =  Cuenta con nacionalidad mexicana. 

### Roster LNBP Femenil
| Plateras de Fresnillo Temporada 2023 |    |                           |                                    |
| C U E R P O T É C N I C O            |    |                           |                                    |
| Entrenador                           |    | Bandera de Argentina      | Facundo Murías                     |
| Asistente                            |    | Bandera de Argentina      | Carlos Proaño                      |
| J U G A D O R A S                    |    |                           |                                    |
| Base                                 | 0  | Bandera de Estados Unidos | Keondria Calloway (Baja)           |
| Alera                                | 1  | Bandera de Estados Unidos | Teana Shari Muldrow                |
| Alera/Ala-pívot                      | 2  | Bandera de México         | Haide Ivonne Elicerio Dueñas       |
| Escolta                              | 3  | Bandera de Estados Unidos | Khadija Brown                      |
| Pívot                                | 5  | Bandera de Estados Unidos | Kamilah Jackson                    |
| Escolta                              | 6  | Bandera de Estados Unidos | Jazmine Jones                      |
| Ala-pívot                            | 7  | Bandera de Estados Unidos | Madison Williams                   |
| Escolta                              | 8  | Bandera de Estados Unidos | Estela Gutiérrez                   |
| Alera                                | 9  | Bandera de México         | Italivy Ramos Rodríguez (Baja)     |
| Base                                 | 10 | Bandera de México         | Elaine Saldaña Hernández (Baja)    |
| Base                                 | 11 | Bandera de México         | Sofía Alejandra Payán Martínez     |
| Alera                                | 12 | Bandera de Estados Unidos | Valerie Barriga                    |
| Ala-pívot                            | 18 | Bandera de México         | Diana Armas Puentes                |
| Escolta                              | 19 | Bandera de México         | Mónica Alexia Cuevas Araujo (Baja) |
| Pívot                                | 22 | Bandera de Haití          | Vionise Arons Pierre Louis         |
| Base                                 | 23 | Bandera de Estados Unidos | Japreece Monet Dean (Baja)         |
| Base                                 | 24 | Bandera de Estados Unidos | Verónica Preciado                  |
| Base                                 | 30 | Bandera de México         | Charisse Yanitzia Burruel Gaxiola  |
| Ala-pívot                            | 33 | Bandera de Estados Unidos | Trinity Baptiste (Baja)            |
| = Capitán                            |    |                           |                                    |

 =  Cuenta con nacionalidad mexicana. 

### Jugadores destacados
Por definir.